# Malvastrum deflexum
Malvastrum deflexum là một loài thực vật có hoa trong họ Cẩm quỳ. Loài này được (Turcz.) Stapf ex Fourc. mô tả khoa học đầu tiên năm 1941.